# Муст (шведская военная разведка)
Муст (швед. Must, аббревиатура от Militära underrättelse- och säkerhetstjänsten — Служба разведки и обеспечения безопасности) — шведская военная разведка.
Муст был создан в 1994 году после реорганизации Министерства обороны. Его задачей является сбор и анализ информации для шведского правительства и главнокомандующего вооружёнными силами Швеции. В частности, его интересуют тенденции в международной политике, а также внутренние угрозы государству и его интересам. Сфера деятельности Муста охватывает также борьбу с распространением оружия массового поражения, информационными угрозами и терроризмом.
Сбор разведывательной информации осуществляется с целью поддержки внешней политики Швеции, обеспечения безопасности государства и укрепления его обороноспособности. Для этого используются как открытые, так и закрытые источники. Муст не только анализирует угрозы, но и разрабатывает меры по их устранению.
Деятельность организации регулируется законом и постановлениями. Контроль за мустом осуществляется Государственной инспекцией по надзору за разведывательной деятельностью (Statens inspektion för försvarsunderrättelseverksamheten).
В Муст работают эксперты из области политологии, военной стратегии и тактики, логистики, экономики, права, информационных технологий и криптологии. Военный персонал чаще всего набирается из специалистов Министерства обороны.
Значительное внимание Муст уделяет сотрудничеству с другими организациями в Швеции и за рубежом. В частности, муст имеет своих представителей в Национальном центре анализа террористических угроз, в рабочую группу которой входят также специалисты из СЭПО и Радиоуправления Министерства обороны.

## Руководители Муста
- 1999—2003 — Хокан Сюрен
- 2004—2007 — Хокан Петтерсон
- 2007—2012 — Стефан, Кристианссон
- 2012—2019 — Гуннар Карлсон
- С 2019 — Лена Халлин